# 反帝民族民主戦線
反帝民族民主戦線（はんていみんぞくみんしゅせんせん）は、左翼性向を持つ大韓民国（韓国）の非合法団体、あるいは、地下組織である。社会主義・金日成・金正日主義・チュチェ（主体）思想・先軍政治を指導理念に掲げ、在韓米軍や在韓米軍基地を撤去し、朝鮮民主主義人民共和国（北朝鮮）主導の朝鮮統一を目指すとしている。略称は反帝民戦（はんていみんせん）。
過去に「統一革命党」(統革党、1969年-1985年)　、「韓国民族民主戦線」(韓民戦、1985年-2005年)　と名乗っていた。

## 歴史
反帝民戦の公式ウェブサイトによれば、反帝民戦の歴史は、「統一革命党（統革党）準備委員会」が秘密裏に結成された1964年3月15日にさかのぼる。1968年8月25日に「統一革命党」の結党宣言を出し、時局の変化と党の発展にあわせ1985年7月27日に正式名称を「韓国民族民主戦線」に変えた。さらには、南北共同宣言発表による情勢の変化を受け2005年3月23日に現在の名称である「反帝民族民主戦線」へと改めている。
だが、金鍾泰が結成した「統革党準備委員会」は1968年8月24日に朴正煕政権の大韓民国中央情報部（KCIA）によって摘発されており（統一革命党事件）、関係者の一斉検挙で統一革命党は「結党宣言」を出す前に壊滅している。1970年代を通じて主に鉄道労働者の間に、細胞が存在していたとも言われているが証拠は無く、KCIAが統一革命党の実在を確認したこともない。また、統一革命党の後身である韓民戦についても、韓国の歴代公安当局（安企部、及び国情院）はその実在を確認していない。
ただし、救国の声放送（旧「統一革命党の声放送」）が、北朝鮮・黄海南道海州市から送信され、朝鮮中央放送の中継を行っていたことは確認されており、1968年以降の統革党・韓民戦は朝鮮労働党対外連絡部が作り上げた架空の団体であるとの説が有力になっている。
1977年4月の「金日成主席生誕65周年記念」のイベント時には、統一革命党からも北朝鮮に祝賀団が派遣された記録がある。

## 本部・支部
反帝民戦は、大韓民国のソウルに本部があるとされ、朝鮮民主主義人民共和国の平壌、日本の東京に支部をもつとされている。
反帝民戦の編集局は、公式サイト上で論評や時折南朝鮮発のコラム等を発表し、南側の時事情勢に関するニュースも発信している。ただし、それが本当にソウルでの活動によるものなのか、実態は確認されていない。公式サイトでは平壌からのニュースについても発信しているが、いずれも朝鮮中央通信や労働新聞の引用記事となっている。日本関連に至っては一切情報が無く、東京の支部は事実上の「野放し」状態になっているとされる。
なお、ラジオライフ1987年7月号の記事、「THE電波戦」には、韓国民族民主戦線日本代表部、救国戦線社(機関紙「救国戦線」発行元)の所在地として、東京都千代田区平河町が記載されており、電話番号、銀行口座も確認できる。
韓国では国家保安法の規定に基づいて親北的なサイトへの接続が制限されており、反帝民戦の公式サイトも韓国内からは接続が遮断されてしまう。そのため、実質的な本部機能は平壌支部にあるとされる。

## 発行物
- 中央委員会『月間朝鮮資料』[9]